# Opius cyrilli
Opius cyrilli är en stekelart som beskrevs av Fischer 1971. Opius cyrilli ingår i släktet Opius och familjen bracksteklar. Inga underarter finns listade i Catalogue of Life.